# 拉莫特
拉莫特（法語：La Motte，法語發音：[la mɔt]）是法国普罗旺斯-阿尔卑斯-蓝色海岸大区瓦尔省的一个市镇，属于德拉吉尼昂区。

## 地理
拉莫特（43°29'38"N, 6°32'7"E）面积28.12 平方千米，位于法国普罗旺斯-阿尔卑斯-蓝色海岸大区瓦尔省，该省份为法国东南部沿海省份，北起上普罗旺斯阿尔卑斯省，西北角与沃克吕兹省接壤，西接罗讷河口省，南濒地中海，东临滨海阿尔卑斯省。
与拉莫特接壤的市镇（或旧市镇、城区）包括：阿尔让河畔罗克布吕讷、莱萨尔克、卡拉斯、德拉吉尼昂、菲加尼耶尔、勒米、普罗旺斯地区特朗斯。
拉莫特的时区为UTC+01:00、UTC+02:00（夏令时）。

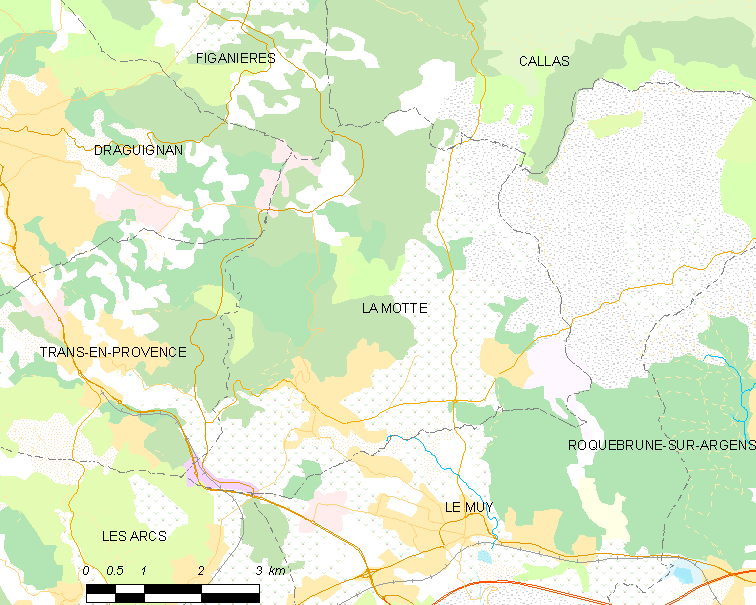
拉莫特的OSM定位图

拉莫特（法語：La Motte）是法国普罗旺斯-阿尔卑斯-蓝色海岸大区瓦尔省的一个市镇，属于德拉吉尼昂区。
拉莫特（43°29′38″N 6°32′10″E / 43.49389°N 6.53611°E）位于瓦尔省中部，阿尔让河南岸。市镇总面积28.12平方公里，海拔在28至432米之间（最高点为杜尔山），平均海拔约230米。
该地属于典型地中海气候，阿尔让河流经市镇北部边界。地形由河谷平原向南部丘陵（莫尔山脉的延伸部分）过渡，植被以地中海森林为主，有大片葡萄园和橄榄园。

## 行政
拉莫特隶属于瓦尔省的德拉吉尼昂区和维达班县，同时也是德拉克-普罗旺斯-韦尔东地区市镇公共社区的组成部分。现任市长为让-皮埃尔·韦尔热先生，自2020年起任职。

## 历史
"La Motte"在古法语中指"小山丘"，常与中世纪防御工事相关。考古发现表明该地区在新石器时代和罗马时期已有人类活动。12世纪圣殿骑士团在此建立城堡，13世纪文献首次记载村庄。16世纪建造雷纳·让娜堡垒以加强防御。传统经济以葡萄种植和林业为主，20世纪后期因邻近城市发展人口稳步增长。

## 经济
主要经济产业包括：
- 葡萄种植：属于普罗旺斯丘葡萄酒产区，有多个家族酒庄
- 橄榄种植：传统农业项目
- 旅游业：依托乡村风光和葡萄酒文化发展农舍民宿和酒庄旅游
- 服务业：为本地居民和游客提供商业服务

## 交通

### 公路
- D25省道：连接德拉吉尼昂（西南10公里）和弗雷瑞斯（东北15公里）
- D555省道：通往勒米伊（东南8公里）
- 最近高速公路：A8高速公路的勒米伊出口（约7公里）

### 铁路
最近火车站：
- 勒米伊站（区域列车）
- 莱阿尔克-德拉吉尼昂站（TGV高铁停靠站）

## 文化与旅游
- 宗教建筑：
  - 圣米歇尔教堂：村庄中心的新罗马式教堂
  - 圣殿骑士团小教堂：12世纪军事修会遗迹
- 历史遗迹：
  - 雷纳·让娜堡垒：16世纪防御工事遗址
  - 老村庄：普罗旺斯风格的石砌建筑群
- 自然景点：
  - 杜尔山观景台：海拔432米的全景视野
  - 骑士团之路：历史徒步小径
  - 阿尔让河生态区
- 葡萄酒旅游：多家酒庄开放参观和品鉴

## 友好城市
- 阿尔滕昆施塔特（德国，2005年结好）[6]

## 行政
拉莫特的邮政编码为83920，INSEE市镇编码为83085。

## 政治
拉莫特所属的省级选区为弗拉约斯克县。

## 人口

1962-2008年间拉莫特人口变化图示

拉莫特于2022年1月1日时的人口数量为3050人。